# Джонсон, Ребекка (активист)
Ребекка Джонсон (род. 1954) — британский активист и эксперт по ядерному разоружению. Она является директором и основателем Института дипломатии в области разоружения (Acronym Institute for Disarmament Diplomacy), а также одним из основателей и организатором Международной кампании за ликвидацию ядерного оружия. Ребекка занимается темой ядерного разоружения и его нераспространения более 30 лет.

## Активизм
Ребекка Джонсон начала свою карьеру в качестве активиста в 1982 году. В течение пяти лет (1982—1987 гг.) она проживала в женском пацифистском лагере (Greenham Common Women’s Peace Camp). Там она протестовала против решения британского правительства о хранении крылатых ракет на базе ВВС Королевства. В это время она основала другой женский лагерь. В 1980-х годах она работала в Совете CND в качестве заместителя председателя. Теперь Ребекка является вице-президентом CND.
До 1992 года Ребекка организовывала кампанию Гринпис по запрету испытаний оружия. Вначале 1990-х годов на основала Институт дипломатии в области разоружения (Acronym Institute for Disarmament Diplomacy) . Сейчас Ребекка является его директором.
Ребекка Джонсон работала в качестве вице-председателя совета директоров Бюллетеня ученых-атомщиков с 2001 года до 2007 года. Она была старшим советником международной комиссии по оружию массового уничтожения (комиссия Бликса, 2004—2006). Д-р Джонсон принял участие в Фаслейн 365 кампании в Шотландии в течение 2006-07 и служил на шотландского правительства рабочая группа по ядерному оружию.
Недавно Ребекка Джонсон принимает участие в кампании Extinction Rebellion, распространяющей в национальных правительствах идею, что разрушение климата — это глобальная чрезвычайная ситуацию.
Ребекка является соучредителем и организатором Международной кампании за ликвидацию ядерного оружия (ICAN) . Кампания получила Нобелевскую премию мира 2017 года за «свою работу по привлечению внимания к катастрофическим гуманитарным последствиям любого применения ядерного оружия и за ее новаторские усилия по достижению договорного запрета на такое оружие» .
Доктор Джонсон является членом International Panel on Fissile Materials (IPFM).
Ребекка — член женской консультативной группы International Action Network on Small Arms (IANSA). Также она была одним из основателей организации Women in Black London .

## Личная жизнь
В раннем детстве Ребекка Джонсон переехала из Шропшира в США со своими родителями. Первые семь лет жизни она жила в изолированной и замкнутой среде гуттеритов в Северной Дакоте и Пенсильвании . Однако семья Джонсон вернулась в Великобританию и поселилась в Сассексе после неразрешимых разногласий внутри сообщества .
На протяжении восьми лет Доктор Джонсон живет в районе Хакни, Лондон со своей партнершей Хелен.

## Образование
Ребекка имеет степень бакалавра философии и политики Бристольского университета и степень магистра международных отношений Дальнего Востока из Школы восточных и африканских исследований (SOAS). В 2004 году Ребекка Джонсон получила степень доктора философии в области международных отношений в Лондонской школе экономики.

## Произведения
За сдоб карьеру Ребекка Джонсон написала множество работ. Например, «Unfinished Business», важнейший справочник по переговорам по Договору о всеобъемлющем запрещении ядерных испытаний 1996 года. В своих работах доктор Джонсон анализирует различные международные процессы и их результаты. Например, Договор о нераспространении или Договор о запрещении ядерного оружия 2017 года и созданные после него гуманитарные стратегии развития.